# Grzybów Dolny
Grzybów Dolny – wieś w Polsce położona w województwie łódzkim, w powiecie kutnowskim, w gminie Żychlin.
W latach 1975–1998 miejscowość administracyjnie należała do województwa płockiego.
Integralne części Grzybowa Dolnego noszą nazwy Gajew Grzybowski, Janów Grzybowski i Klemensów Grzybowski.
Zobacz też: Grzybów Hornowski